# Héctor Osuna Jaime
Héctor Guillermo Osuna Jaime (Ciudad de México, 25 de junio de 1957) es un político y arquitecto mexicano.
Estudió arquitectura en la Universidad Autónoma de Guadalajara, carrera que ejerce en Tijuana. Fue miembro activo del Partido Acción Nacional (PAN) desde 1983 hasta 2014. Fue diputado al Congreso del Estado de Baja California desde 1989 hasta 1992, y Consejero Estatal de su partido entre 1990 y 1998. Fue Presidente Municipal de Tijuana a partir de 1992 y concluyó en esa función en 1995. Fue elegido Senador por Baja California desde el 2000 hasta el 2006, y Consejero Nacional del PAN en tres ocasiones y Presidente de la Comisión Federal de Telecomunicaciones (Cofetel).
Fue candidato a gobernador de Baja California en el proceso electoral 2018-2019, por el partido Movimiento Ciudadano (MC).

## En el sector privado
Fue director de proyectos y diseño para Plaza Aguacalientes; director general de Grupo Múzquiz y director en Tijuana de Grupo GEO; además de Gerente General y socio de la empresa Osuna Jaime y Asociados.
Fue nombrado Headliner of the Year por el Club de Prensa de San Diego, en 1994, y Hombre del Año por el Semanario ZETA en 1995. La institución académica San Diego Dialogue de la Universidad de California lo distinguió, en octubre de 2000, con el premio Excelencia Ciudadana por su liderazgo en el tema de la cooperación transfronteriza.
Es parte de la generación política panista que luchó por la Democracia antes de 1988. Su participación en el PAN inició durante la campaña de Héctor Terán Terán cuando este fue candidato a gobernador de Baja California en 1983, participó en la campaña presidencial de Manuel de Jesús Clouthier del Rincón en 1988 y fue candidato a diputado local en 1989, precisamente por el emblemático X Distrito de Tijuana, logrando ganar esas elecciones en las que fue elegido Gobernador del Estado Ernesto Ruffo Appel, quién fue el primer gobernador de oposición cuyo triunfo fue reconocido.

## Diputado local
Fue parte de la XIII Legislatura que inició formalmente el primero de octubre de 1989, la primera legislatura en la República en la que el Partido Revolucionario Institucional fue minoría.

## Presidente Municipal de Tijuana
Como alcalde en el XIV Ayuntamiento su enfoque se concentró en una propuesta política, consistente en cambiar las condiciones que prevalecían en relación con los ayuntamientos del país, que carecían de funciones claras en el texto constitucional, que padecían de la nula existencia de recursos económicos asignados desde el presupuesto federal y que carecían por ende de viabilidad financiera. Por ello, se encontraban al capricho de las autoridades estatales. Su administración se caracterizó por una agresiva propuesta urbana de corte moderno.
Conforme a estos criterios, el XIV Ayuntamiento de Tijuana fue promotor y en su momento fundador -el 20 de marzo de 1994- de la Asociación de Municipios de México (AMMAC), integrada originalmente por 15 municipios: Tecate, Baja California; Tijuana, Baja California; La Paz, Baja California Sur; Loreto, Baja California Sur; Camargo, Chihuahua; Ciudad Juárez, Chihuahua; Ojinaga, Chihuahua; Huixtla, Chiapas; Celaya, Guanajuato; León; Magdalena, Jalisco; Unión de San Antonio, Jalisco; San Pedro Garza García, Nuevo León; San Luis Potosí, San Luis Potosí y Mérida.
La AMMAC fue piedra angular para concretar las reformas al Artículo 115 Constitucional que permiten hoy a los ayuntamientos del país gozar de mejores condiciones administrativas y autonomía presupuestal.
El XIV Ayuntamiento de Tijuana, encabezado por Héctor Osuna Osuna Jaime fue la primera autoridad en el país en interponer una demanda de Controversia Constitucional ante la Suprema Corte de Justicia de la Nación, en contra del Gobierno Federal, en la búsqueda del respeto y reconocimiento al municipio libre.
El XIV Ayuntamiento estuvo integrado, además del Presidente Municipal Héctor Guillermo Osuna Jaime, por los ciudadanos Francisco Antonio García Burgos como Síndico Municipal, así como los regidores Gilberto Daniel González Solís, Ruth Trinidad Hernández Martínez, Javier Julián Castañeda Pomposo, José Guadalupe Bustamante Moreno, Javier González Monroy, Germán Rodríguez Farías, Patricio Bayardo Gómez, Guillermo Salomón Miranda, Salvador Morales Riubi y Jaime Sánchez López.
En enero de 1993, a un mes de iniciada su gestión, el XIV Ayuntamiento enfrentó la peor catástrofe natural que ha sufrido Tijuana. Durante semanas, la ciudad fue azotada por lluvias torrenciales sin estar preparada para ellas, lo que ocasionó varias muertes y gran destrucción en la ciudad. Este acontecimiento forjó el carácter a la administración municipal: Osuna Jaime y su equipo de colaboradores pusieron de pie a Tijuana en menos de dos meses y se dieron a la tarea de construir la infraestructura necesaria para que tales eventualidades no se volvieran a presentar.
El ayuntamiento promovió la creación del Plan de Activación Urbana (PAU), que sometió mediante una consulta pública a la ciudadanía en general, en abril de 1994, consistente en el paquete de obras públicas indispensables para modernizar la traza urbana y de servicios de la ciudad. El PAU proyectó finalmente un total de 40 obras de infraestructura urbana prioritaria, consistente en 10 bulevares nuevos, 12 calles de penetración, 10 obras de regeneración de vialidades, cuatro parques nuevos, obras pluviales, y obras de protección en zonas de alto riesgo.
Los ciudadanos aprobaron el modelo luego de tres días de consulta pública y el XIV Ayuntamiento obtuvo la aprobación del Congreso del Estado para financiar las obras pero la devaluación del peso en diciembre de 1994 obligó a suspender su ejecución. Finalmente todas las obras -menos el Puente Zapata, que comunicaría la calzada Aeropuerto con El Chaparral-, se realizaron con recursos públicos.
Osuna Jaime involucró a la sociedad en las decisiones de gobierno a través del Comité de Planeación para el Desarrollo Municipal (orignalmente COPLADEM, hoy IMPLAN), a través de Subcomités para cada uno de los temas de la ciudad, hecho que contribuyó a transparentar la gestión pública. Durante su gestión se implementó una "visión de futuro" para la ciudad, al idear el primer Plan Estratégico de Tijuana (PET) en alianza con los sectores productivos, instrumento que hasta le fecha, en manos de los empresarios, sigue dando continuidad y fortaleciendo las cambiantes vocaciones urbanas y de desarrollo económico de Tijuana.
Entre los reconocimientos que ha recibido se encuentra el International Citizen Award entregado por el World Affair Council of San Diego, y que recibió junto con la alcaldesa de San Diego, Susan Golding, por los logros alcanzados en materia de cooperación binacional y entendimiento.
fronterizo.

## Senador de la República
En 2000 fue elegido senador de Mayoría por Baja California, y en 2004 fue nombrado presidente de la Comisión de Comunicaciones y Transportes del Senado. Desde esa responsabilidad promovió generar la competencia y apertura en los sectores de las telecomunicaciones y la radiodifusión.

## Presidente de la Cofetel
El 26 de junio de 2006 fue propuesto por el presidente Vicente Fox y aprobado por la Comisión Permanente como miembro de la Comisión Federal de Telecomunicaciones (Cofetel).
Al frente de la Cofetel, Osuna Jaime promovió programas como El Que Llama Paga Nacional e Internacional, que reactivó más de 20 millones de teléfonos móviles en el país, y masificó su uso. Encabezó los esfuerzos para convertir a México en el primer país de América Latina y el más rápido del mundo, en concretar la Portabilidad Numérica, disposición que permite a los usuarios de telefonía en México cambiar de proveedor conservando su número telefónico.
También dio forma a la transición hacia la radio digital en el país e inició los esfuerzos para convertir en FM todas las emisoras AM.
Como presidente de la Cofetel defendió, ante las autoridades centralizadas del gobierno federal, la autonomía de determinación y de gestión de esta comisión, con la finalidad de conducir al sector de mayor potencial crecimiento dentro de la economía mexicana, de manera ordenada, transparente y en beneficio de los usuarios de los servicios de telecomunicaciones.
Fue sucedido por Mony de Swaan Addati el 7 de julio de 2010 en la presidencia de la Cofetel.

## Precandidato a Gobernador de Baja California 2013-2019
Era considerado uno de los panistas mejor calificados para ser candidato del PAN a Gobernador de Baja California en 2013. El domingo 17 de febrero de 2013 se registró como Precandidato en el Comité Directivo Estatal. El día 10 de marzo se realizaron las votaciones internas del PAN a nivel Baja California, donde resultó ganador quien fuera gobernador del 2013 al 2019 Francisco Vega de Lamadrid.

## Candidato a Gobernador de Baja California 2018-2019

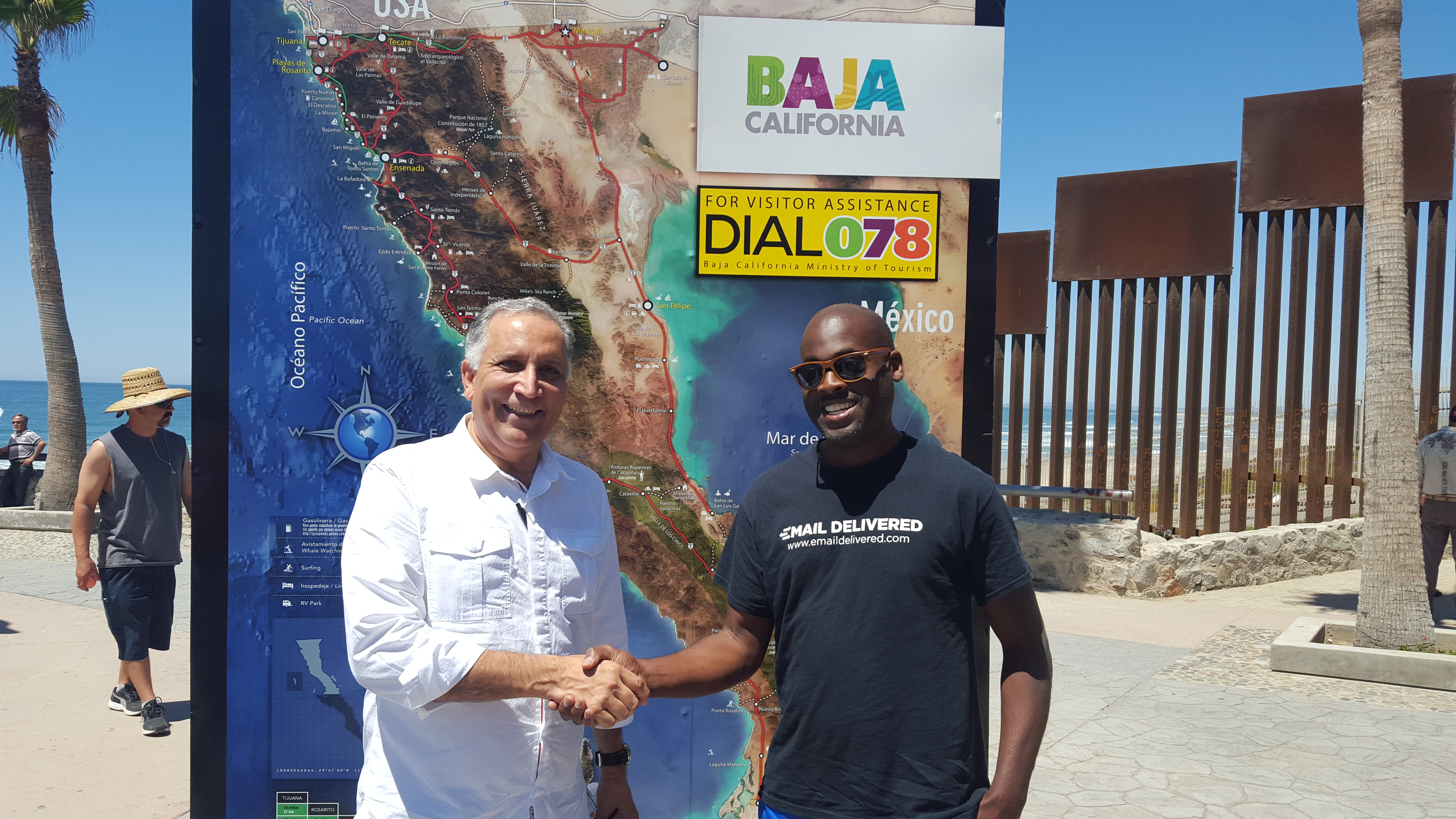
Héctor Osuna Jaime con Jesse Dawson y Akhil Raj Arimbra, los cofundadores de Talkomi, una startup con sede en San Francisco, demostrarán en Playas De Tijuana, México su Google aplicación de geolocalización

Fue el abanderado del partido político Movimiento Ciudadano por la gubernatura de Baja California, elecciones que son organizadas por el Instituto Estatal Electoral de Baja California, quedando en 4.º lugar por detrás de Jaime Bonilla, Óscar Vega y Jaime Veloz.

## Precandidato a Gobernador de Baja California y Coordinador de Campaña deLupita Jones2020-2021
En noviembre de 2020 el Partido de Baja California anunció que impulsaría al Arquitecto Osuna Jaime como "propuesta ciudadana" para candidato a Gobernador, argumentando además que "con el liderazgo de Osuna Jaime se van a facilitar acuerdos con otros partidos ya que el arquitecto es muy bien visto por otras fuerzas políticas y tiene el respaldo de muchos de sus militantes". 

Posterior a la publicación del anuncio del PBC, un grupo de panistas entre los cuales se destacan el excandidato a Gobernador en 2019 Óscar Vega Marín, los exalcaldes Jorge Ramos Hernández, Silvano Abarca Macklis y los exgobernadores Ernesto Ruffo Appel, Alejandro González Alcocer y José Guadalupe Osuna Millán publicaron una carta haciendo alusión al comunicado del PBC y solicitando que fuera Osuna Jaime el candidato de dicha alianza.
En diciembre de 2020, se anunció que Osuna Jaime sería medido junto con Jorge Hank Rhon, Gina Cruz Blackledge, Jaime Martínez Veloz y Adolfo Solís en una encuesta para definir al candidato de la coalición que conformarían los partidos PAN, PRD, PRI, PBC y PES.
Sin embargo, el PBC y el PES terminaron separándose de la coalición opositora, postulando a Carlos Atilano Peña y Jorge Hank Rhon, respectivamente. Mientras que PAN, PRD y PRI postularon a Lupita Jones como candidata a Gobernadora. 
Posteriormente, en marzo de 2021 el presidente Nacional del PAN Marko Cortés Mendoza anunció que Osuna Jaime regresó al partido blanquiazul y que apoyará la candidatura de Jones Garay de la cual será el coordinador de campaña.